# مايكل جرانجر (ممثل)
مايكل جرانجر (بالإنجليزية: Michael Granger)‏ مواليد 14 مايو 1923 - الوفاة 22 أكتوبر 1981، هو ممثل أمريكي.

## الأعمال
- الوحش المغناطيسي
- الرداء
- جريمة العاطفة

## روابط خارجية
- مايكل جرانجر على موقع IMDb (الإنجليزية)
- مايكل جرانجر على موقع قاعدة بيانات برودواي على الإنترنت (الإنجليزية)
- مايكل جرانجر على موقع قاعدة بيانات الفيلم (الإنجليزية)